# Neuvic-Entier
 Neuvic-Entier  (en occitano Nòu Vic) es una población y comuna francesa, situada en la región de Lemosín, departamento de Alto Vienne, en el distrito de Limoges y cantón de Châteauneuf-la-Forêt.

## Demografía
| 1474 | 1372 | 1218 | 1042 | 1045 | 1025 | 964 |
| Para los censos de 1962 a 1999 la población legal corresponde a la población sin duplicidades (Fuente: INSEE [Consultar]) |      |      |      |      |      |     |